# Cabrera (Cundinamarca)
Cabrera, oficialmente San José de Cabrera, es un municipio colombiano del departamento de Cundinamarca, ubicado en la Provincia del Sumapaz, en el suroccidente de Cundinamarca, a 144 km al sur occidente de Bogotá. El municipio es conocido como «cuna de paz».

## Toponimia

### Origen lingüístico[3]
- Familia lingüística:
- Lengua:

### Significado
Cabrera es un apellido de origen gallego y representa el oficio de cabrero. Cabrera es el femenino de cabrero y nace del latín caprarius, que significa "pastor de cabras", "quien cuida las cabras". Del español se entiende como "lugar de cabras".

### Origen / Motivación
Cabrera es un nombre asignado al municipio en homenaje al general Cabrera, militar activo en la guerra de los Mil Días junto al general Uribe, y compañero de gerrillas del señor José Romero.

### Nombres históricos
- San José de Cabrera (1910)

## Historia
No se conoce con certeza la ubicación del poblado aborigen, pero se sabe que, en la época precolombina, parte del territorio del actual municipio de Cabrera estuvo habitado por los indígenas Sutagaos y por los Muiscas, que estaban emparentados étnicamente con los Sutagaos. El difícil acceso a ciertas zonas no permitió que durante la colonia española los visitadores de la Real Audiencia de Santafé de Bogotá llegaran hasta los caseríos de Machamba y Sumapaz. Tampoco pudieron llegar los encomenderos de Pandi. En el territorio de Cabrera existió un cementerio ancestral con pictogramas y tumbas indígenas.
Hasta antes de la Guerra de los Mil Días, el territorio total de Cabrera perteneció a la familia Pardo Rocha, pero luego de la guerra, el territorio fue reorganizado, y el 30 de agosto de 1911 fue fundado el municipio de Cabrera por los señores Urias Romero Rojas, José Romero Rojas, Lino Palacios, Fidel Baquero, Aurelio Hilario y Rosendo Cala 
El 30 de agosto de 2019 La administración municipal en cabeza del señor alcalde doctor Carlos Cárdenas Conmemoró el Bicentenario de la independencia de Colombia y cumpleaños 108 de esta Bonita población, con el acompañamiento de la institución educativa integrada de Cabrera, Batallón de Infantería 39 "Sumapaz del ejército nacional, Policía Nacional, Concejo Municipal, Personeria municipal, Juntas de acción comunal y comunidad en general, se develaron monumentos militares y el busto del líder Juan de la Cruz Varela. Fue una fecha muy emotiva en la cual se presentó a la comunidad la remodelación del parque principal

### Ataque de las FARC contra Cabrera
El miércoles 20 de agosto de 1997, los frentes 52 y 55 de la guerrilla de las FARC atacaron el centro del municipio de Cabrera, asesinaron a dos policías, asaltaron la Caja Agraria (de donde robaron 80 millones de pesos), dejaron averiada la Alcaldía Municipal y destruyeron la mayoría de locales comerciales de la población. El ataque se produjo mientras los habitantes del municipio veían el partido de fútbol Colombia vs. Bolivia. El ataque, al mando de un comandante guerrillero conocido como "Jairo", se prologó hasta las 3 de la madrugada. El total de guerrilleros fue de 250, la mayoría mujeres y menores de 12 años. Al otro día, los subversivos dejaron minadas las entradas al pueblo con minas antipersonas; una de ellas le cobró la vida a un campesino de 33 años. El comando de policía quedó destruido, y los guerrilleros aprovecharon para robar 10 fusiles. Cuatro agentes de policía quedaron heridos.

## Geografía
Al estar situado al sur del departamento de Cundinamarca, Cabrera limita con los siguientes municipios: 
| Noroeste: Icononzo ( Tolima) (Río Sumapaz)                          | Norte: Venecia                              | Nordeste: San Bernardo, Bogotá, Localidad de Sumapaz (Corregimiento de San Juan; Veredas Capitolio y La Unión)             |
| Oeste: Villarrica ( Tolima)                                         |                                             | Este: Bogotá, Localidad de Sumapaz (Corregimiento de San Juan; Veredas Tunal Bajo, Tunal Alto, Concepción y Nueva Granada) |
| Suroeste: Dolores ( Tolima), Colombia ( Huila) (Alto de las Oseras) | Sur: Colombia ( Huila) (Alto de las Oseras) | Sureste: Bogotá, Localidad de Sumapaz (Corregimiento de San Juan; Vereda San José)                                         |

## Instituciones de educación
- Institución Educativa Departamental Integrada de Cabrera. La conforman: En el casco urbano Colegio, Escuela y jardín infantil. En lo rural, 16 escuelas rurales.

## Movilidad
A Cabrera se llega por la Ruta Nacional 40 desde Soacha hasta el centro poblado del Boqueron, finalizando el municipio de Fusagasugá a orillas del río Sumapaz y siguiendo este último al sur pasando por la parte occidental de Arbeláez, Pandi y Venecia hasta el casco urbano cabrerano y de ahí al centro poblado bogotano de La Unión en la Localidad de Sumapaz, en donde se va al norte por la Troncal Bolivariana hacia la ciudad de Bogotá hasta Usme Centro.
Al departamento del Tolima se puede acceder por el límite noroeste del municipio a la vereda Nuevo Mundo de Icononzo hasta su casco urbano y de ahí al resto del departamento y valle del río Magdalena.

## Turismo
- Cascada del Alto Ariari: Es uno de los atractivos naturales más visitados en Cabrera, debido principalmente a la contemplación del paisaje.
- Cascada Santa Rita: Ubicada en la vereda Santa Rita, es visitada por la belleza del paisaje.
- Caverna del Infiernito: Se encuentra a orillas de río Sumapaz y a un costado de la Cascada del Alto Ariari. Es un sitio frecuentado por los exploradores y por las leyendas que hay sobre la caverna.
- Laguna de La Playa: Ubicada en la vereda La Playa, es un depósito de agua de origen glacial, a una hora y media del casco urbano.
- Cascada Profundos: Es una cascada de tres caídas, cuyas aguas provienen del Páramo de Sumapaz.
- Parque Nacional Natural Sumapaz: Reserva de 154.000 ha, ubicada entre los 1.500 y los 4.300 m s. n. m.

### Festividades
- Festival del Retorno: Se lleva a cabo en el mes de junio, y tiene como propósito atraer a los cabrerunos que han salido del municipio para que entren en contacto con sus orígenes ancestrales.
- Festival Folclórico y Reinado del Fríjol: Tiene lugar en el mes de agosto, junto con el Día del Campesino, el Aniversario del Municipio y el Reinado Infantil.
- Aniversario del Municipio: Se realiza al mismo tiempo que el Festival Folclórico y el Día del Campesino.
- Día del Campesino: Del 28 al 30 de agosto se le rinde homenaje a los campesinos cabrerunos.
- Feria Agropecuaria: En esta feria se realizan exposiciones, cabalgatas y venta de ganado.

## Imágenes

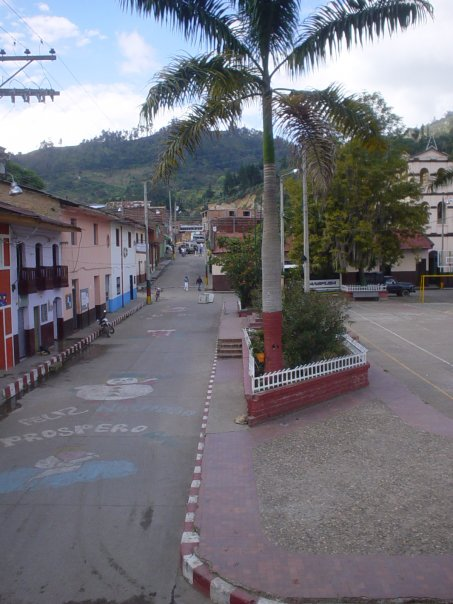
Parque principal de Cabrera
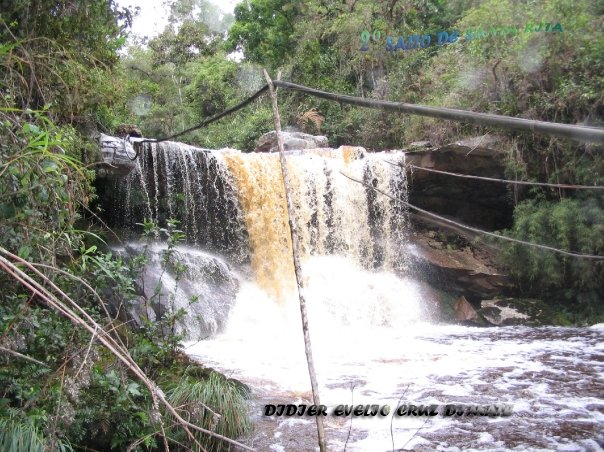
Quebrada Santa Rita
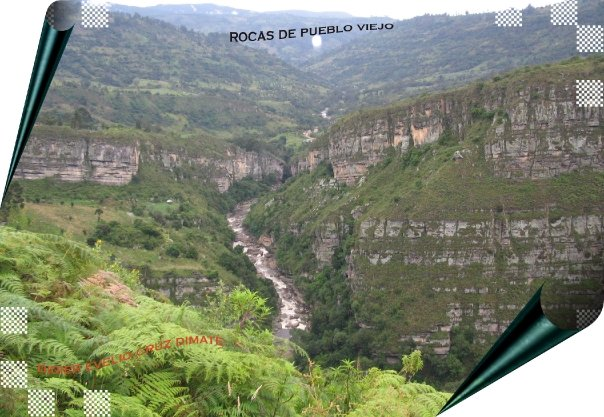
Vereda Paquilo
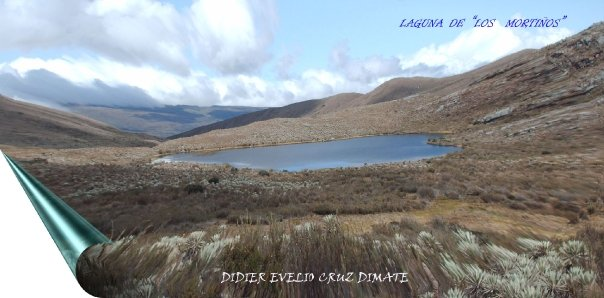
Laguna Mortiños
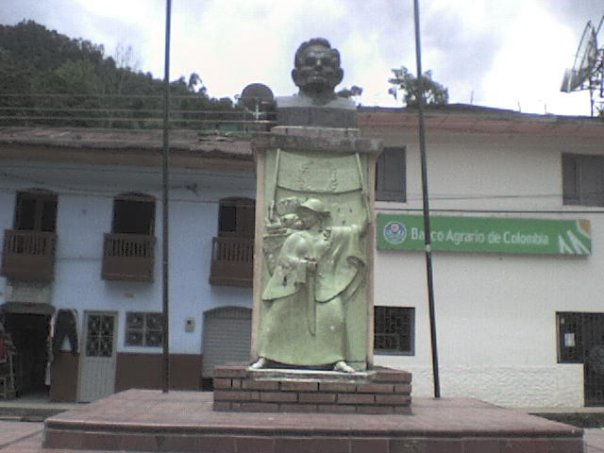
Busto Juan de la Cruz Varela
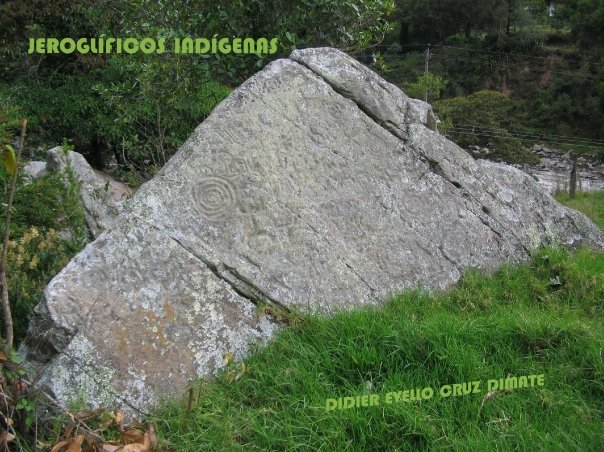
Jeroglíficos indígenas en roca

## Servicios públicos
- Energía Eléctrica: Enel, es la empresa prestadora del servicio de energía eléctrica.
- Gas Natural: Alcanos de Colombia es la empresa distribuidora y comercializadora de gas natural en el municipio.